# كروتون مالاباري
كروتون مالاباري (الاسم العلمي:Croton malabaricus) هو نوع نباتي يتبع جنس الكروتون من فصيلة الحلابية.